# Dresdens voetbalkampioenschap 1901/02
In 1901/02 werd het tweede Dresdens voetbalkampioenschap gespeeld, dat werd ingericht door de Dresdense voetbalbond. Dresdner SC werd de kampioen. Hoewel de Dresdense bond nog geen deel was van de pas opgerichte Midden-Duitse voetbalbond werd er wel een finale gespeeld tegen de kampioen van Noordwest-Saksen. Op het veld van FC Wacker 1895 Leipzig verloor de club met 6-3. 

## Eindstand
| Plaats | Club                       | Wed. | W | G | V | Saldo | Ptn  |
| ------ | -------------------------- | ---- | - | - | - | ----- | ---- |
| 1.     | Dresdner SC 1898           | 6    | 5 | 0 | 1 | 32:5  | 10:2 |
| 2.     | BC Sportlust 1900 Dresden  | 5    | 4 | 0 | 1 | 14:11 | 8:2  |
| 3.     | FC Dresdensia 1898 Dresden | 4    | 1 | 0 | 3 | 7:15  | 2:6  |
| 4.     | Dresdner FC 1893           | 5    | 0 | 0 | 5 | 4:26  | 0:10 |

|  | Kampioen |